# Велурень
Велурень, Велурені (рум. Vălureni) — село у повіті Муреш в Румунії. Входить до складу комуни Крістешть.
Село розташоване на відстані 259 км на північний захід від Бухареста, 5 км на південь від Тиргу-Муреша, 78 км на південний схід від Клуж-Напоки, 124 км на північний захід від Брашова.

## Населення
За даними перепису населення 2002 року у селі проживали 973 особи.
Національний склад населення села:
| Національність | Кількість осіб | Відсоток |
| -------------- | -------------- | -------- |
| угорці         | 835            | 85,8%    |
| цигани         | 80             | 8,2%     |
| румуни         | 58             | 6,0%     |

Рідною мовою назвали:
| Мова      | Кількість осіб | Відсоток |
| --------- | -------------- | -------- |
| угорська  | 803            | 82,5%    |
| циганська | 115            | 11,8%    |
| румунська | 55             | 5,7%     |